# Innerer Notstand
Als innerer Notstand wird im Staatsrecht die Notlage eines Staates infolge von Naturkatastrophen, schweren Unglücksfällen, Angriffen auf die staatliche Grundordnung oder den Bestand des Staates bezeichnet. In der Regel erhält die Exekutive durch die Verfassung besondere Befugnisse für die Zeit des inneren Notstandes.

## Deutschland
Im deutschen Staatsrecht tritt der innere Notstand ein, wenn eine Gefahr für den Bestand oder die freiheitliche demokratische Grundordnung des Bundes oder eines Landes gemäß Art. 91 Abs. 1 GG oder wenn eine Naturkatastrophe oder ein besonders schwerer Unglücksfall gemäß Art. 35 GG eintritt.
Zur Abwehr des inneren Notstandes kann ein Land die Polizeikräfte anderer Länder sowie Kräfte und Einrichtungen anderer Verwaltungen und der Bundespolizei anfordern. Die Bundesregierung kann die Polizei in diesem Land und die Polizeikräfte anderer Länder ihren Weisungen unterstellen sowie Einheiten der Bundespolizei einsetzen, wenn der Unglücksfall mehr als ein Land betrifft oder das Land nicht bereit oder in der Lage ist, die Gefahr zu bekämpfen. Die Anordnung ist nach Beseitigung der Gefahr, im Übrigen jederzeit auf Verlangen des Bundesrates, aufzuheben.
Die Bundesregierung kann gemäß Art. 87a GG die Bundeswehr zur Unterstützung der Polizei und der Bundespolizei beim Schutz von zivilen Objekten und bei der Bekämpfung organisierter und militärisch bewaffneter Aufständischer einsetzen. Der Einsatz von Streitkräften ist einzustellen, wenn der Deutsche Bundestag oder der Bundesrat es verlangt. Bei Katastrophen oder besonders schweren Unglücksfällen ist der Einsatz von Streitkräften ebenfalls erlaubt.
Die Maßnahmen zur Abwehr des inneren Notstandes dürfen sich nach Art. 9 Abs. 3  Satz 3 GG nicht gegen Arbeitskämpfe richten, die arbeitspolitische Ziele verfolgen und von den Sozialpartnern geführt werden.

## Österreich
Die Bundesverfassung sieht für außerordentliche Umstände den Einsatz des Bundesheeres, ein Notverordnungsrecht des Bundespräsidenten, ein Notverordnungsrecht der Landesregierung sowie der unmittelbaren Bundeslandverwaltung durch den entsprechenden Landeshauptmann gemäß den Notbestimmungen der Österreichischen Bundesverfassung vor.

## Schweiz
Siehe: Notrecht in der Schweiz